# Tournoi de tennis de Barcelone
Le tournoi de Barcelone est un tournoi professionnel de tennis masculin du circuit ATP et féminin du circuit WTA qui se dispute au Real Club de Tenis Barcelona.
Le tournoi féminin a été organisé chaque année, sur terre battue et en extérieur, de 2003 à 2012. Faisant partie du circuit ITF lors de ses quatre premières éditions, il a acquis le statut WTA Tier IV en 2007 et International en 2009. L'Italienne Roberta Vinci y détient le record de victoires en simple, avec deux titres acquis en 2009 et 2011. En 2013, le tournoi est annulé pour des raisons économiques. 
Le tournoi masculin a été créé en 1953. Il est aujourd'hui classé parmi les tournois ATP 500. De 1973 à 1976, plusieurs éditions par an ont été organisées. Les éditions de 1971, de mars 1974 et de février 1975 et 1976 ont fait partie du circuit World Championship Tennis.

## Champions les plus titrés
En simple
- 12 titres :  Rafael Nadal
- 4 titres :  Ilie Năstase
- 3 titres :  Roy Emerson,  Manuel Orantes,  Mats Wilander

En double
- 7 titres :  Roy Emerson
- 4 titres :  Juan Gisbert,  Daniel Nestor

## Palmarès messieurs

### Simple
| No       | Date       | Nom et lieu du tournoi                               | Catégorie                                            | Dotation                                             | Surface                                              | Vainqueur                                            | Finaliste                                            | Score                                                |                                                      |
| -------- | ---------- | ---------------------------------------------------- | ---------------------------------------------------- | ---------------------------------------------------- | ---------------------------------------------------- | ---------------------------------------------------- | ---------------------------------------------------- | ---------------------------------------------------- | ---------------------------------------------------- |
| 1        | 1953       | , Barcelone                                          |                                                      | NC $                                                 | Terre (ext.)                                         | Vic Seixas                                           | Enrique Morea                                        | 6-3, 6-4, 22-20                                      |                                                      |
| 2        | 1954       | , Barcelone                                          |                                                      | NC $                                                 | Terre (ext.)                                         | Tony Trabert                                         | Vic Seixas                                           | 6-0, 6-1, 6-3                                        |                                                      |
| 3        | 1955       | , Barcelone                                          |                                                      | NC $                                                 | Terre (ext.)                                         | Arthur Larsen                                        | Budge Patty                                          | 7-5, 3-6, 7-5, 2-6, 6-4                              |                                                      |
| 4        | 1956       | , Barcelone                                          |                                                      | NC $                                                 | Terre (ext.)                                         | Herbert Flam                                         | Mervyn Rose                                          | 6-2, 6-3, 6-0                                        |                                                      |
| 5        | 1957       | , Barcelone                                          |                                                      | NC $                                                 | Terre (ext.)                                         | Herbert Flam                                         | Mervyn Rose                                          | 6-4, 4-6, 6-3, 6-4                                   |                                                      |
| 6        | 1958       | , Barcelone                                          |                                                      | NC $                                                 | Terre (ext.)                                         | Sven Davidson                                        | Mervyn Rose                                          | 4-6, 6-2, 7-5, 6-1                                   |                                                      |
| 7        | 1959       | , Barcelone                                          |                                                      | NC $                                                 | Terre (ext.)                                         | Neale Fraser                                         | Roy Emerson                                          | 6-2, 6-4, 3-6, 6-2                                   |                                                      |
| 8        | 1960       | , Barcelone                                          |                                                      | NC $                                                 | Terre (ext.)                                         | Andrés Gimeno                                        | Giuseppe Merlo                                       | 6-1, 6-2, 6-1                                        |                                                      |
| 9        | 1961       | , Barcelone                                          |                                                      | NC $                                                 | Terre (ext.)                                         | Roy Emerson                                          | Manuel Santana                                       | 6-4, 6-4, 6-1                                        |                                                      |
| 10       | 1962       | , Barcelone                                          |                                                      | NC $                                                 | Terre (ext.)                                         | Manuel Santana                                       | Ramanathan Krishnan                                  | 3-6, 6-3, 6-4, 8-6                                   |                                                      |
| 11       | 1963       | , Barcelone                                          |                                                      | NC $                                                 | Terre (ext.)                                         | Roy Emerson                                          | Juan Couder                                          | 0-6, 6-4, 6-3, 4-6, 6-3                              |                                                      |
| 12       | 1964       | , Barcelone                                          |                                                      | NC $                                                 | Terre (ext.)                                         | Roy Emerson                                          | Manuel Santana                                       | 2-6, 7-5, 6-3, 6-3                                   |                                                      |
| 13       | 1965       | , Barcelone                                          |                                                      | NC $                                                 | Terre (ext.)                                         | Juan Gisbert                                         | Martin Mulligan                                      | 6-4, 4-6, 6-1, 2-6, 6-2                              |                                                      |
| 14       | 1966       | , Barcelone                                          |                                                      | NC $                                                 | Terre (ext.)                                         | Thomaz Koch                                          | Nikola Pilić                                         | 6-3, 6-2, 3-6, 7-5                                   |                                                      |
| 15       | 1967       | , Barcelone                                          |                                                      | NC $                                                 | Terre (ext.)                                         | Martin Mulligan                                      | Rafael Osuna                                         | 5-7, 7-5, 6-4, 6-3                                   |                                                      |
| Ère Open |            |                                                      |                                                      |                                                      |                                                      |                                                      |                                                      |                                                      |                                                      |
| 16       | 1968       | , Barcelone                                          |                                                      | NC $                                                 | Terre (ext.)                                         | Martin Mulligan                                      | Ingo Buding                                          | 6-0, 6-1, 6-0                                        |                                                      |
| 17       | 1969       | , Barcelone                                          |                                                      | NC $                                                 | Terre (ext.)                                         | Manuel Orantes                                       | Manuel Santana                                       | 6-3, 6-4, 6-4                                        |                                                      |
| 18       | 05-10-1970 | , Barcelone                                          |                                                      | NC $                                                 | Terre (ext.)                                         | Manuel Santana                                       | Rod Laver                                            | 6-4, 6-3, 6-4                                        |                                                      |
| 19       | 25-10-1971 | Barcelona WCT, Barcelone                             |                                                      | NC $                                                 | Terre (ext.)                                         | Manuel Orantes                                       | Robert Lutz                                          | 6-4, 6-3, 6-4                                        |                                                      |
| 20       | 23-10-1972 | , Barcelone                                          |                                                      | NC $                                                 | Terre (ext.)                                         | Jan Kodeš                                            | Manuel Orantes                                       | 6-3, 6-2, 6-3                                        |                                                      |
| 21       | 02-04-1973 | , Barcelone                                          |                                                      | NC $                                                 | Terre (ext.)                                         | Ilie Năstase                                         | Adriano Panatta                                      | 6-1, 3-6, 6-1, 6-2                                   |                                                      |
| 22       | 08-10-1973 | , Barcelone                                          |                                                      | NC $                                                 | Terre (ext.)                                         | Ilie Năstase                                         | Manuel Orantes                                       | 2-6, 6-1, 8-6, 6-4                                   |                                                      |
| 23       | 04-03-1974 | Barcelona WCT, Barcelone                             |                                                      | 50 000 $                                             | Moquette (int.)                                      | Arthur Ashe                                          | Björn Borg                                           | 6-4, 3-6, 6-3                                        |                                                      |
| 24       | 14-10-1974 | , Barcelone                                          |                                                      | NC $                                                 | Terre (ext.)                                         | Ilie Năstase                                         | Manuel Orantes                                       | 8-6, 9-7, 6-3                                        |                                                      |
| 25       | 17-02-1975 | Barcelona WCT, Barcelone                             |                                                      | 60 000 $                                             | Moquette (int.)                                      | Arthur Ashe                                          | Björn Borg                                           | 7-65, 6-3                                            |                                                      |
| 26       | 07-04-1975 | , Barcelone                                          |                                                      | NC $                                                 | Terre (ext.)                                         | Ilie Năstase                                         | Juan Gisbert                                         | 6-1, 7-5, 6-2                                        |                                                      |
| 27       | 13-10-1975 | , Barcelone                                          |                                                      | NC $                                                 | Terre (ext.)                                         | Björn Borg                                           | Adriano Panatta                                      | 1-6, 7-6, 6-3, 6-2                                   |                                                      |
| 28       | 02-02-1976 | Barcelona WCT, Barcelone                             |                                                      | 60 000 $                                             | Moquette (int.)                                      | Eddie Dibbs                                          | Cliff Drysdale                                       | 6-1, 6-1                                             |                                                      |
| 29       | 05-04-1976 | , Barcelone                                          |                                                      | NC $                                                 | Terre (ext.)                                         | Paolo Bertolucci                                     | Jun Kuki                                             | 6-1, 3-6, 6-1, 7-6                                   |                                                      |
| 30       | 18-10-1976 | , Barcelone                                          |                                                      | NC $                                                 | Terre (ext.)                                         | Manuel Orantes                                       | Eddie Dibbs                                          | 6-1, 2-6, 2-6, 7-5, 6-4                              |                                                      |
| 31       | 17-10-1977 | Trofeo Conde de Godó, Barcelone                      |                                                      | NC $                                                 | Terre (ext.)                                         | Björn Borg                                           | Manuel Orantes                                       | 6-2, 7-5, 6-2                                        |                                                      |
| 32       | 09-10-1978 | Trofeo Conde de Godó, Barcelone                      |                                                      | 175 000 $                                            | Terre (ext.)                                         | Balázs Taróczy                                       | Ilie Năstase                                         | 1-6, 7-5, 4-6, 6-3, 6-4                              |                                                      |
| 33       | 08-10-1979 | Trofeo Conde de Godó, Barcelone                      |                                                      | 175 000 $                                            | Terre (ext.)                                         | Hans Gildemeister                                    | Eddie Dibbs                                          | 6-4, 6-3, 6-1                                        |                                                      |
| 34       | 06-10-1980 | Trofeo Conde de Godó, Barcelone                      |                                                      | 175 000 $                                            | Terre (ext.)                                         | Ivan Lendl                                           | Guillermo Vilas                                      | 6-4, 5-7, 6-4, 4-6, 6-1                              |                                                      |
| 35       | 05-10-1981 | Trofeo Conde de Godó, Barcelone                      |                                                      | 175 000 $                                            | Terre (ext.)                                         | Ivan Lendl                                           | Guillermo Vilas                                      | 6-0, 6-3, 6-0                                        |                                                      |
| 36       | 04-10-1982 | Torneo Conde de Godó, Barcelone                      | GP World Series                                      | 200 000 $                                            | Terre (ext.)                                         | Mats Wilander                                        | Guillermo Vilas                                      | 6-3, 6-4, 6-3                                        | Tableau                                              |
| 37       | 03-10-1983 | Torneo Conde de Godó, Barcelone                      | GP World Series                                      | 200 000 $                                            | Terre (ext.)                                         | Mats Wilander                                        | Guillermo Vilas                                      | 6-0, 6-3, 6-1                                        | Tableau                                              |
| 38       | 01-10-1984 | Torneo Conde de Godó, Barcelone                      | GP World Series                                      | 200 000 $                                            | Terre (ext.)                                         | Mats Wilander                                        | Joakim Nyström                                       | 7-6, 6-4, 0-6, 6-2                                   | Tableau                                              |
| 39       | 23-09-1985 | Trofeo Conde de Godó, Barcelone                      |                                                      | 210 000 $                                            | Terre (ext.)                                         | Thierry Tulasne                                      | Mats Wilander                                        | 0-6, 6-2, 3-6, 6-4, 6-0                              |                                                      |
| 40       | 22-09-1986 | Trofeo Conde de Godó, Barcelone                      |                                                      | 220 000 $                                            | Terre (ext.)                                         | Kent Carlsson                                        | Andreas Maurer                                       | 6-2, 6-2, 6-0                                        |                                                      |
| 41       | 21-09-1987 | Trofeo Conde de Godó, Barcelone                      |                                                      | 232 000 $                                            | Terre (ext.)                                         | Martín Jaite                                         | Mats Wilander                                        | 7-6, 6-4, 4-6, 0-6, 6-4                              |                                                      |
| 42       | 12-09-1988 | Trofeo Conde de Godó, Barcelone                      |                                                      | 372 500 $                                            | Terre (ext.)                                         | Kent Carlsson                                        | Thomas Muster                                        | 6-3, 6-3, 3-6, 6-1                                   |                                                      |
| 43       | 18-09-1989 | Trofeo Conde de Godó, Barcelone                      |                                                      | 375 000 $                                            | Terre (ext.)                                         | Andrés Gómez                                         | Horst Skoff                                          | 6-4, 6-4, 6-2                                        |                                                      |
| 44       | 09-04-1990 | Trofeo Conde de Godó, Barcelone                      | Championship Series                                  | 375 000 $                                            | Terre (ext.)                                         | Andrés Gómez                                         | Guillermo Pérez Roldán                               | 6-0, 7-6, 3-6, 0-6, 6-2                              |                                                      |
| 45       | 08-04-1991 | Trofeo Conde de Godó, Barcelone                      | Championship Series                                  | 510 000 $                                            | Terre (ext.)                                         | Emilio Sánchez                                       | Sergi Bruguera                                       | 6-4, 7-67, 6-2                                       |                                                      |
| 46       | 06-04-1992 | Trofeo Conde de Godó, Barcelone                      | Championship Series                                  | 660 000 $                                            | Terre (ext.)                                         | Carlos Costa                                         | Magnus Gustafsson                                    | 6-4, 7-63, 6-4                                       |                                                      |
| 47       | 05-04-1993 | Trofeo Conde de Godó, Barcelone                      | Championship Series                                  | 750 000 $                                            | Terre (ext.)                                         | Andreï Medvedev                                      | Sergi Bruguera                                       | 67-7, 6-3, 7-5, 6-4                                  |                                                      |
| 48       | 04-04-1994 | Trofeo Conde de Godó, Barcelone                      | Championship Series                                  | 775 000 $                                            | Terre (ext.)                                         | Richard Krajicek                                     | Carlos Costa                                         | 6-4, 7-66, 6-2                                       |                                                      |
| 49       | 10-04-1995 | Trofeo Conde de Godó, Barcelone                      | Championship Series                                  | 775 000 $                                            | Terre (ext.)                                         | Thomas Muster                                        | Magnus Larsson                                       | 6-2, 6-1, ,6-4                                       |                                                      |
| 50       | 15-04-1996 | Trofeo Conde de Godó, Barcelone                      | Championship Series                                  | 800 000 $                                            | Terre (ext.)                                         | Thomas Muster                                        | Marcelo Ríos                                         | 6-3, 4-6, 6-4, 6-1                                   |                                                      |
| 51       | 14-04-1997 | Trofeo Conde de Godó, Barcelone                      | Championship Series                                  | 825 000 $                                            | Terre (ext.)                                         | Albert Costa                                         | Albert Portas                                        | 7-5, 6-4, 6-4                                        |                                                      |
| 52       | 13-04-1998 | Trofeo Conde de Godó, Barcelone                      | Series Gold                                          | 825 000 $                                            | Terre (ext.)                                         | Todd Martin                                          | Alberto Berasategui                                  | 6-2, 1-6, 6-3, 6-2                                   |                                                      |
| 53       | 12-04-1999 | Open Seat Godó, Barcelone                            | Series Gold                                          | 825 000 $                                            | Terre (ext.)                                         | Félix Mantilla                                       | Karim Alami                                          | 7-62, 6-3, 6-3                                       | Tableau                                              |
| 54       | 24-04-2000 | Open Seat Godó, Barcelone                            | Series Gold                                          | 900 000 $                                            | Terre (ext.)                                         | Marat Safin                                          | Juan Carlos Ferrero                                  | 6-3, 6-3, 6-4                                        | Tableau                                              |
| 55       | 23-04-2001 | Open Seat Godó, Barcelone                            | Series Gold                                          | 900 000 $                                            | Terre (ext.)                                         | Juan Carlos Ferrero                                  | Carlos Moyà                                          | 4-6, 7-5, 6-3, 3-6, 7-5                              | Tableau                                              |
| 56       | 22-04-2002 | Open Seat Godó, Barcelone                            | Series Gold                                          | 955 000 $                                            | Terre (ext.)                                         | Gastón Gaudio                                        | Albert Costa                                         | 6-4, 6-0, 6-2                                        | Tableau                                              |
| 57       | 21-04-2003 | Open Seat Godó, Barcelone                            | Series Gold                                          | 900 000 $                                            | Terre (ext.)                                         | Carlos Moyà                                          | Marat Safin                                          | 5-7, 6-2, 6-2, 3-0, ab.                              | Tableau                                              |
| 58       | 26-04-2004 | Open Seat Godó, Barcelone                            | Series Gold                                          | 1 000 000 $                                          | Terre (ext.)                                         | Tommy Robredo                                        | Gastón Gaudio                                        | 6-3, 4-6, 6-2, 3-6, 6-3                              | Tableau                                              |
| 59       | 18-04-2005 | Open Seat Godó, Barcelone                            | Series Gold                                          | 900 000 $                                            | Terre (ext.)                                         | Rafael Nadal                                         | Juan Carlos Ferrero                                  | 6-1, 7-64, 6-3                                       | Tableau                                              |
| 60       | 24-04-2006 | Open Seat, Barcelone                                 | Series Gold                                          | 900 000 $                                            | Terre (ext.)                                         | Rafael Nadal                                         | Tommy Robredo                                        | 6-4, 6-4, 6-0                                        | Tableau                                              |
| 61       | 23-04-2007 | Open Seat, Barcelone                                 | Series Gold                                          | 900 000 $                                            | Terre (ext.)                                         | Rafael Nadal                                         | Guillermo Cañas                                      | 6-3, 6-4                                             | Tableau                                              |
| 62       | 28-04-2008 | Open Sabadell Atlántico, Barcelone                   | Series Gold                                          | 803 000 €                                            | Terre (ext.)                                         | Rafael Nadal                                         | David Ferrer                                         | 6-1, 4-6, 6-1                                        | Tableau                                              |
| 63       | 20-04-2009 | Barcelona Open Banc Sabadell, Barcelone              | ATP 500                                              | 1 550 000 €                                          | Terre (ext.)                                         | Rafael Nadal                                         | David Ferrer                                         | 6-2, 7-5                                             | Tableau                                              |
| 64       | 19-04-2010 | Barcelona Open Banc Sabadell, Barcelone              | ATP 500                                              | 1 550 000 €                                          | Terre (ext.)                                         | Fernando Verdasco                                    | Robin Söderling                                      | 6-3, 4-6, 6-3                                        | Tableau                                              |
| 65       | 18-04-2011 | Barcelona Open Banc Sabadell, Barcelone              | ATP 500                                              | 1 550 000 €                                          | Terre (ext.)                                         | Rafael Nadal                                         | David Ferrer                                         | 6-2, 6-4                                             | Tableau                                              |
| 66       | 23-04-2012 | Barcelona Open Banc Sabadell, Barcelone              | ATP 500                                              | 1 627 500 €                                          | Terre (ext.)                                         | Rafael Nadal                                         | David Ferrer                                         | 7-61, 7-5                                            | Tableau                                              |
| 67       | 22-04-2013 | Barcelona Open Banc Sabadell, Barcelone              | ATP 500                                              | 1 708 875 €                                          | Terre (ext.)                                         | Rafael Nadal                                         | Nicolás Almagro                                      | 6-4, 6-3                                             | Tableau                                              |
| 68       | 21-04-2014 | Barcelona Open Banc Sabadell, Barcelone              | ATP 500                                              | 1 845 585 €                                          | Terre (ext.)                                         | Kei Nishikori                                        | Santiago Giraldo                                     | 6-2, 6-2                                             | Tableau                                              |
| 69       | 20-04-2015 | Barcelona Open Banc Sabadell, Barcelone              | ATP 500                                              | 1 993 230 €                                          | Terre (ext.)                                         | Kei Nishikori                                        | Pablo Andújar                                        | 6-4, 6-4                                             | Tableau                                              |
| 70       | 18-04-2016 | Barcelona Open Banc Sabadell, Barcelone              | ATP 500                                              | 2 152 690 €                                          | Terre (ext.)                                         | Rafael Nadal                                         | Kei Nishikori                                        | 6-4, 7-5                                             | Tableau                                              |
| 71       | 24-04-2017 | Barcelona Open Banc Sabadell, Barcelone              | ATP 500                                              | 2 324 905 €                                          | Terre (ext.)                                         | Rafael Nadal                                         | Dominic Thiem                                        | 6-4, 6-1                                             | Tableau                                              |
| 72       | 23-04-2018 | Barcelona Open Banc Sabadell, Barcelone              | ATP 500                                              | 2 510 900 €                                          | Terre (ext.)                                         | Rafael Nadal                                         | Stéfanos Tsitsipás                                   | 6-2, 6-1                                             | Tableau                                              |
| 73       | 22-04-2019 | Barcelona Open Banc Sabadell, Barcelone              | ATP 500                                              | 2 609 135 €                                          | Terre (ext.)                                         | Dominic Thiem                                        | Daniil Medvedev                                      | 6-4, 6-0                                             | Tableau                                              |
| –        | 2020       | Édition supprimée à cause de la pandémie de Covid-19 | Édition supprimée à cause de la pandémie de Covid-19 | Édition supprimée à cause de la pandémie de Covid-19 | Édition supprimée à cause de la pandémie de Covid-19 | Édition supprimée à cause de la pandémie de Covid-19 | Édition supprimée à cause de la pandémie de Covid-19 | Édition supprimée à cause de la pandémie de Covid-19 | Édition supprimée à cause de la pandémie de Covid-19 |
| 74       | 19-04-2021 | Barcelona Open Banc Sabadell, Barcelone              | ATP 500                                              | 1 565 480 €                                          | Terre (ext.)                                         | Rafael Nadal                                         | Stéfanos Tsitsipás                                   | 6-4, 66-7, 7-5                                       | Tableau                                              |
| 75       | 18-04-2022 | Barcelona Open Banc Sabadell, Barcelone              | ATP 500                                              | 2 661 825 €                                          | Terre (ext.)                                         | Carlos Alcaraz                                       | Pablo Carreño Busta                                  | 6-3, 6-2                                             | Tableau                                              |
| 76       | 17-04-2023 | Barcelona Open Banc Sabadell, Barcelone              | ATP 500                                              | 2 722 480 €                                          | Terre (ext.)                                         | Carlos Alcaraz                                       | Stéfanos Tsitsipás                                   | 6-3, 6-4                                             | Tableau                                              |
| 77       | 15-04-2024 | Barcelona Open Banc Sabadell, Barcelone              | ATP 500                                              | 2 782 960 €                                          | Terre (ext.)                                         | Casper Ruud                                          | Stéfanos Tsitsipás                                   | 7-5, 6-3                                             | Tableau                                              |
| 78       | 14-04-2025 | Barcelona Open Banc Sabadell, Barcelone              | ATP 500                                              | 2 889 200 €                                          | Terre (ext.)                                         | Holger Rune                                          | Carlos Alcaraz                                       | 7-66, 6-2                                            | Tableau                                              |

### Double
| No       | Date       | Nom et lieu du tournoi                               | Catégorie                                            | Dotation                                             | Surface                                              | Vainqueurs                                           | Finalistes                                           | Score                                                |                                                      |
| -------- | ---------- | ---------------------------------------------------- | ---------------------------------------------------- | ---------------------------------------------------- | ---------------------------------------------------- | ---------------------------------------------------- | ---------------------------------------------------- | ---------------------------------------------------- | ---------------------------------------------------- |
| 1        | 1953       | , Barcelone                                          |                                                      | NC $                                                 | Terre (ext.)                                         | Enrique Morea Vic Seixas                             | Jaime Bartrolí Lennart Bergelin                      | 6-3, 3-6, 6-3, 6-1                                   |                                                      |
| 2        | 1954       | , Barcelone                                          |                                                      | NC $                                                 | Terre (ext.)                                         | Vic Seixas Tony Trabert                              | Jack Arkinstall Malcolm Fox                          | 6-3, 6-4, 6-2                                        |                                                      |
| 3        | 1955       | , Barcelone                                          |                                                      | NC $                                                 | Terre (ext.)                                         | Mervyn Rose George Worthington                       | Arthur Larsen Budge Patty                            | 6-2, 2-6, 6-2, 6-1                                   |                                                      |
| 4        | 1956       | , Barcelone                                          |                                                      | NC $                                                 | Terre (ext.)                                         | Don Candy Lew Hoad                                   | Robert Howe Arthur Larsen                            | 6-1, 6-1, 6-2                                        |                                                      |
| 5        | 1957       | , Barcelone                                          |                                                      | NC $                                                 | Terre (ext.)                                         | Robert Howe Mervyn Rose                              | Herbert Flam Sydney Schwartz                         | 6-3, 6-3, 5-7, 6-1                                   |                                                      |
| 6        | 1958       | , Barcelone                                          |                                                      | NC $                                                 | Terre (ext.)                                         | Jaroslav Drobný Budge Patty                          | Mervyn Rose Warren Woodcock                          | 7-5, 6-3, 6-2                                        |                                                      |
| 7        | 1959       | , Barcelone                                          |                                                      | NC $                                                 | Terre (ext.)                                         | Roy Emerson Neale Fraser                             | Luis Ayala Rod Laver                                 | 6-2, 4-6, 6-4, 13-11                                 |                                                      |
| 8        | 1960       | , Barcelone                                          |                                                      | NC $                                                 | Terre (ext.)                                         | Roy Emerson Neale Fraser                             | José Luis Arilla Andrés Gimeno                       | 6-4, 6-0, 6-4                                        |                                                      |
| 9        | 1961       | , Barcelone                                          |                                                      | NC $                                                 | Terre (ext.)                                         | Bob Hewitt Fred Stolle                               | Bob Mark Manuel Santana                              | 2-6, 6-3, 6-4, 6-4                                   |                                                      |
| 10       | 1962       | , Barcelone                                          |                                                      | NC $                                                 | Terre (ext.)                                         | Roy Emerson Neale Fraser                             | Bob Hewitt Fred Stolle                               | 8-6, 8-6, 6-4                                        |                                                      |
| 11       | 1963       | , Barcelone                                          |                                                      | NC $                                                 | Terre (ext.)                                         | Roy Emerson Manuel Santana                           | José Luis Arilla Eduardo Soriano                     | 5-7, 6-2, 3-6, 7-5, 6-3                              |                                                      |
| 12       | 1964       | , Barcelone                                          |                                                      | NC $                                                 | Terre (ext.)                                         | Roy Emerson Ken Fletcher                             | José Edison Mandarino Eduardo Soriano                | 6-3, 8-6, 1-6, 5-7, 6-3                              |                                                      |
| 13       | 1965       | , Barcelone                                          |                                                      | NC $                                                 | Terre (ext.)                                         | Roy Emerson Ramanathan Krishnan                      | José Luis Arilla Manuel Santana                      | 6-2, 6-1, 6-1                                        |                                                      |
| 14       | 1966       | , Barcelone                                          |                                                      | NC $                                                 | Terre (ext.)                                         | Roy Emerson Fred Stolle                              | Thomaz Koch José Edison Mandarino                    | 9-7, 6-4                                             |                                                      |
| 15       | 1967       | , Barcelone                                          |                                                      | NC $                                                 | Terre (ext.)                                         | Thomaz Koch José Edison Mandarino                    | Ramanathan Krishnan Rafael Osuna                     | 6-2, 6-4, 8-6                                        |                                                      |
| Ère Open |            |                                                      |                                                      |                                                      |                                                      |                                                      |                                                      |                                                      |                                                      |
| 16       | 1968       | , Barcelone                                          |                                                      | NC $                                                 | Terre (ext.)                                         | Carlos Fernandes Patricio Rodríguez                  | Thomaz Koch José Edison Mandarino                    | 6-2, 3-6, 6-3, 6-1, 6-4                              |                                                      |
| 17       | 1969       | , Barcelone                                          |                                                      | NC $                                                 | Terre (ext.)                                         | Manuel Orantes Patricio Rodríguez                    | Terry Addison Ray Keldie                             | 8-10, 6-3, 6-1, 5-7, 6-2                             |                                                      |
| 18       | 05-10-1970 | , Barcelone                                          |                                                      | NC $                                                 | Terre (ext.)                                         | Lew Hoad Manuel Santana                              | Andrés Gimeno Rod Laver                              | 6-4, 9-7, 7-5                                        |                                                      |
| 19       | 25-10-1971 | Barcelona WCT, Barcelone                             |                                                      | NC $                                                 | Terre (ext.)                                         | Željko Franulović Juan Gisbert                       | Cliff Drysdale Andrés Gimeno                         | 7-6, 6-2, 7-6                                        |                                                      |
| 20       | 23-10-1972 | , Barcelone                                          |                                                      | NC $                                                 | Terre (ext.)                                         | Juan Gisbert Manuel Orantes                          | Frew McMillan Ilie Năstase                           | 6-3, 3-6, 6-4                                        |                                                      |
| 21       | 02-04-1973 | , Barcelone                                          |                                                      | NC $                                                 | Terre (ext.)                                         | Juan Gisbert Manuel Orantes                          | Mike Estep Ion Țiriac                                | 6-4, 7-6                                             |                                                      |
| 22       | 08-10-1973 | , Barcelone                                          |                                                      | NC $                                                 | Terre (ext.)                                         | Ilie Năstase Tom Okker                               | Antonio Muñoz Manuel Orantes                         | 4-6, 6-3, 6-2                                        |                                                      |
| 23       | 04-03-1974 | Barcelona WCT, Barcelone                             |                                                      | 50 000 $                                             | Moquette (int.)                                      | Arthur Ashe Roscoe Tanner                            | Tom Edlefsen Tom Leonard                             | 6-3, 6-4                                             |                                                      |
| 24       | 14-10-1974 | , Barcelone                                          |                                                      | NC $                                                 | Terre (ext.)                                         | Juan Gisbert Ilie Năstase                            | Manuel Orantes Guillermo Vilas                       | 3-6, 6-0, 6-2                                        |                                                      |
| 25       | 17-02-1975 | Barcelona WCT, Barcelone                             |                                                      | 60 000 $                                             | Moquette (int.)                                      | Arthur Ashe Tom Okker                                | Paolo Bertolucci Adriano Panatta                     | 7-5, 6-1                                             |                                                      |
| 26       | 13-10-1975 | , Barcelone                                          |                                                      | NC $                                                 | Terre (ext.)                                         | Björn Borg Guillermo Vilas                           | Wojtek Fibak Karl Meiler                             | 3-6, 6-4, 6-3                                        |                                                      |
| 27       | 02-02-1976 | Barcelona WCT, Barcelone                             |                                                      | 60 000 $                                             | Moquette (int.)                                      | Robert Lutz Stan Smith                               | Wojtek Fibak Karl Meiler                             | 6-3, 6-3                                             |                                                      |
| 28       | 05-04-1976 | , Barcelone                                          |                                                      | NC $                                                 | Terre (ext.)                                         | Wojtek Fibak Jacek Niedzwiedzki                      | Colin Dowdeswell Peter Kronk                         | 6-2, 6-3                                             |                                                      |
| 29       | 18-10-1976 | , Barcelone                                          |                                                      | NC $                                                 | Terre (ext.)                                         | Brian Gottfried Raúl Ramírez                         | Bob Hewitt Frew McMillan                             | 7-6, 6-4                                             |                                                      |
| 30       | 17-10-1977 | Trofeo Conde de Godó, Barcelone                      |                                                      | NC $                                                 | Terre (ext.)                                         | Wojtek Fibak Jan Kodeš                               | Bob Hewitt Frew McMillan                             | 6-0, 6-4                                             |                                                      |
| 31       | 09-10-1978 | Trofeo Conde de Godó, Barcelone                      |                                                      | 175 000 $                                            | Terre (ext.)                                         | Željko Franulović Hans Gildemeister                  | Jean-Louis Haillet Gilles Moretton                   | 6-1, 6-4                                             |                                                      |
| 32       | 08-10-1979 | Trofeo Conde de Godó, Barcelone                      |                                                      | 175 000 $                                            | Terre (ext.)                                         | Paolo Bertolucci Adriano Panatta                     | Carlos Kirmayr Cássio Motta                          | 6-4, 6-3                                             |                                                      |
| 33       | 06-10-1980 | Trofeo Conde de Godó, Barcelone                      |                                                      | 175 000 $                                            | Terre (ext.)                                         | Steve Denton Ivan Lendl                              | Pavel Složil Balázs Taróczy                          | 6-2, 6-7, 6-3                                        |                                                      |
| 34       | 05-10-1981 | Trofeo Conde de Godó, Barcelone                      |                                                      | 175 000 $                                            | Terre (ext.)                                         | Anders Järryd Hans Simonsson                         | Andrés Gómez Hans Gildemeister                       | 6-1, 6-4                                             |                                                      |
| 35       | 04-10-1982 | Torneo Conde de Godó, Barcelone                      | GP World Series                                      | 200 000 $                                            | Terre (ext.)                                         | Anders Järryd Hans Simonsson                         | Carlos Kirmayr Cássio Motta                          | 6-3, 6-2                                             | Tableau                                              |
| 36       | 03-10-1983 | Torneo Conde de Godó, Barcelone                      | GP World Series                                      | 200 000 $                                            | Terre (ext.)                                         | Anders Järryd Hans Simonsson                         | Jim Gurfein Erick Iskersky                           | 7-5, 6-3                                             | Tableau                                              |
| 37       | 01-10-1984 | Torneo Conde de Godó, Barcelone                      | GP World Series                                      | 200 000 $                                            | Terre (ext.)                                         | Pavel Složil Tomáš Šmíd                              | Martín Jaite Víctor Pecci                            | 6-2, 6-0                                             | Tableau                                              |
| 38       | 23-09-1985 | Trofeo Conde de Godó, Barcelone                      |                                                      | 210 000 $                                            | Terre (ext.)                                         | Sergio Casal Emilio Sánchez                          | Jan Gunnarsson Michael Mortensen                     | 6-3, 6-3                                             |                                                      |
| 39       | 22-09-1986 | Trofeo Conde de Godó, Barcelone                      |                                                      | 220 000 $                                            | Terre (ext.)                                         | Jan Gunnarsson Joakim Nyström                        | Carlos Di Laura Claudio Panatta                      | 6-3, 6-4                                             |                                                      |
| 40       | 21-09-1987 | Trofeo Conde de Godó, Barcelone                      |                                                      | 232 000 $                                            | Terre (ext.)                                         | Miloslav Mečíř Tomáš Šmíd                            | Javier Frana Christian Miniussi                      | 6-1, 6-2                                             |                                                      |
| 41       | 12-09-1988 | Trofeo Conde de Godó, Barcelone                      |                                                      | 372 500 $                                            | Terre (ext.)                                         | Sergio Casal Emilio Sánchez                          | Claudio Mezzadri Diego Pérez                         | 6-4, 6-3                                             |                                                      |
| 42       | 18-09-1989 | Trofeo Conde de Godó, Barcelone                      |                                                      | 375 000 $                                            | Terre (ext.)                                         | Gustavo Luza Christian Miniussi                      | Sergio Casal Tomáš Šmíd                              | 6-3, 6-3                                             |                                                      |
| 43       | 09-04-1990 | Trofeo Conde de Godó, Barcelone                      | Championship Series                                  | 375 000 $                                            | Terre (ext.)                                         | Andrés Gómez Javier Sánchez                          | Sergio Casal Emilio Sánchez                          | 7-6, 7-5                                             |                                                      |
| 44       | 08-04-1991 | Trofeo Conde de Godó, Barcelone                      | Championship Series                                  | 510 000 $                                            | Terre (ext.)                                         | Horacio de la Peña Diego Nargiso                     | Boris Becker Eric Jelen                              | 3-6, 7-6, 6-4                                        |                                                      |
| 45       | 06-04-1992 | Trofeo Conde de Godó, Barcelone                      | Championship Series                                  | 660 000 $                                            | Terre (ext.)                                         | Andrés Gómez Javier Sánchez                          | Ivan Lendl Karel Nováček                             | 6-4, 6-4                                             |                                                      |
| 46       | 05-04-1993 | Trofeo Conde de Godó, Barcelone                      | Championship Series                                  | 750 000 $                                            | Terre (ext.)                                         | Shelby Cannon Scott Melville                         | Sergio Casal Emilio Sánchez                          | 7-6, 6-1                                             |                                                      |
| 47       | 04-04-1994 | Trofeo Conde de Godó, Barcelone                      | Championship Series                                  | 775 000 $                                            | Terre (ext.)                                         | Ievgueni Kafelnikov David Rikl                       | Jim Courier Javier Sánchez                           | 5-7, 6-1, 6-4                                        |                                                      |
| 48       | 10-04-1995 | Trofeo Conde de Godó, Barcelone                      | Championship Series                                  | 775 000 $                                            | Terre (ext.)                                         | Trevor Kronemann David Macpherson                    | Andrea Gaudenzi Goran Ivanišević                     | 6-2, 6-4                                             |                                                      |
| 49       | 15-04-1996 | Trofeo Conde de Godó, Barcelone                      | Championship Series                                  | 800 000 $                                            | Terre (ext.)                                         | Luis Lobo Javier Sánchez                             | Neil Broad Piet Norval                               | 6-1, 6-3                                             |                                                      |
| 50       | 14-04-1997 | Trofeo Conde de Godó, Barcelone                      | Championship Series                                  | 825 000 $                                            | Terre (ext.)                                         | Alberto Berasategui Jordi Burillo                    | Pablo Albano Àlex Corretja                           | 6-3, 7-5                                             |                                                      |
| 51       | 13-04-1998 | Trofeo Conde de Godó, Barcelone                      | Series Gold                                          | 825 000 $                                            | Terre (ext.)                                         | Jacco Eltingh Paul Haarhuis                          | Ellis Ferreira Rick Leach                            | 7-5, 6-0                                             |                                                      |
| 52       | 12-04-1999 | Open Seat Godó, Barcelone                            | Series Gold                                          | 825 000 $                                            | Terre (ext.)                                         | Paul Haarhuis Ievgueni Kafelnikov                    | Massimo Bertolini Cristian Brandi                    | 7-5, 6-3                                             | Tableau                                              |
| 53       | 24-04-2000 | Open Seat Godó, Barcelone                            | Series Gold                                          | 900 000 $                                            | Terre (ext.)                                         | Nicklas Kulti Mikael Tillström                       | Paul Haarhuis Sandon Stolle                          | 6-2, 62-7, 7-65                                      | Tableau                                              |
| 54       | 23-04-2001 | Open Seat Godó, Barcelone                            | Series Gold                                          | 900 000 $                                            | Terre (ext.)                                         | Donald Johnson Jared Palmer                          | Tommy Robredo Fernando Vicente                       | 7-62, 6-4                                            | Tableau                                              |
| 55       | 22-04-2002 | Open Seat Godó, Barcelone                            | Series Gold                                          | 955 000 $                                            | Terre (ext.)                                         | Michael Hill Daniel Vacek                            | Lucas Arnold Ker Gastón Etlis                        | 6-4, 6-4                                             | Tableau                                              |
| 56       | 21-04-2003 | Open Seat Godó, Barcelone                            | Series Gold                                          | 900 000 $                                            | Terre (ext.)                                         | Bob Bryan Mike Bryan                                 | Chris Haggard Robbie Koenig                          | 6-4, 6-3                                             | Tableau                                              |
| 57       | 26-04-2004 | Open Seat Godó, Barcelone                            | Series Gold                                          | 1 000 000 $                                          | Terre (ext.)                                         | Mark Knowles Daniel Nestor                           | Mariano Hood Sebastián Prieto                        | 4-6, 6-3, 6-4                                        | Tableau                                              |
| 58       | 18-04-2005 | Open Seat Godó, Barcelone                            | Series Gold                                          | 900 000 $                                            | Terre (ext.)                                         | Leander Paes Nenad Zimonjić                          | Feliciano López Rafael Nadal                         | 6-3, 6-3                                             | Tableau                                              |
| 59       | 24-04-2006 | Open Seat, Barcelone                                 | Series Gold                                          | 900 000 $                                            | Terre (ext.)                                         | Mark Knowles Daniel Nestor                           | Mariusz Fyrstenberg Marcin Matkowski                 | 6-2, 64-7, [10-5]                                    | Tableau                                              |
| 60       | 23-04-2007 | Open Seat, Barcelone                                 | Series Gold                                          | 900 000 $                                            | Terre (ext.)                                         | Andrei Pavel Alexander Waske                         | Rafael Nadal Bartolomé Salvá-Vidal                   | 6-3, 7-61                                            | Tableau                                              |
| 61       | 28-04-2008 | Open Sabadell Atlántico, Barcelone                   | Series Gold                                          | 803 000 €                                            | Terre (ext.)                                         | Bob Bryan Mike Bryan                                 | Mariusz Fyrstenberg Marcin Matkowski                 | 6-3, 6-2                                             | Tableau                                              |
| 62       | 20-04-2009 | Barcelona Open Banc Sabadell, Barcelone              | ATP 500                                              | 1 550 000 €                                          | Terre (ext.)                                         | Daniel Nestor Nenad Zimonjić                         | Mahesh Bhupathi Mark Knowles                         | 6-3, 7-69                                            | Tableau                                              |
| 63       | 19-04-2010 | Barcelona Open Banc Sabadell, Barcelone              | ATP 500                                              | 1 550 000 €                                          | Terre (ext.)                                         | Daniel Nestor Nenad Zimonjić                         | Lleyton Hewitt Mark Knowles                          | 4-6, 6-3, [10-6]                                     | Tableau                                              |
| 64       | 18-04-2011 | Barcelona Open Banc Sabadell, Barcelone              | ATP 500                                              | 1 550 000 €                                          | Terre (ext.)                                         | Santiago González Scott Lipsky                       | Bob Bryan Mike Bryan                                 | 5-7, 6-2, [12-10]                                    | Tableau                                              |
| 65       | 23-04-2012 | Barcelona Open Banc Sabadell, Barcelone              | ATP 500                                              | 1 627 500 €                                          | Terre (ext.)                                         | Mariusz Fyrstenberg Marcin Matkowski                 | Marcel Granollers Marc López                         | 2-6, 7-67, [10-8]                                    | Tableau                                              |
| 66       | 22-04-2013 | Barcelona Open Banc Sabadell, Barcelone              | ATP 500                                              | 1 708 875 €                                          | Terre (ext.)                                         | Alexander Peya Bruno Soares                          | Robert Lindstedt Daniel Nestor                       | 5-7, 7-67, [10-4]                                    | Tableau                                              |
| 67       | 21-04-2014 | Barcelona Open Banc Sabadell, Barcelone              | ATP 500                                              | 1 845 585 €                                          | Terre (ext.)                                         | Jesse Huta Galung Stéphane Robert                    | Daniel Nestor Nenad Zimonjić                         | 6-3, 6-3                                             | Tableau                                              |
| 68       | 20-04-2015 | Barcelona Open Banc Sabadell, Barcelone              | ATP 500                                              | 1 993 230 €                                          | Terre (ext.)                                         | Marin Draganja Henri Kontinen                        | Jamie Murray John Peers                              | 6-3, 66-7, [11-9]                                    | Tableau                                              |
| 69       | 18-04-2016 | Barcelona Open Banc Sabadell, Barcelone              | ATP 500                                              | 2 152 690 €                                          | Terre (ext.)                                         | Bob Bryan Mike Bryan                                 | Pablo Cuevas Marcel Granollers                       | 7-5, 7-5                                             | Tableau                                              |
| 70       | 24-04-2017 | Barcelona Open Banc Sabadell, Barcelone              | ATP 500                                              | 2 324 905 €                                          | Terre (ext.)                                         | Florin Mergea Aisam-Ul-Haq Qureshi                   | Philipp Petzschner Alexander Peya                    | 6-4, 6-3                                             | Tableau                                              |
| 71       | 23-04-2018 | Barcelona Open Banc Sabadell, Barcelone              | ATP 500                                              | 2 510 900 €                                          | Terre (ext.)                                         | Feliciano López Marc López                           | Aisam-Ul-Haq Qureshi Jean-Julien Rojer               | 7-65, 6-4                                            | Tableau                                              |
| 72       | 22-04-2019 | Barcelona Open Banc Sabadell, Barcelone              | ATP 500                                              | 2 609 135 €                                          | Terre (ext.)                                         | Juan Sebastián Cabal Robert Farah                    | Jamie Murray Bruno Soares                            | 6-4, 7-64                                            | Tableau                                              |
| –        | 2020       | Édition supprimée à cause de la pandémie de Covid-19 | Édition supprimée à cause de la pandémie de Covid-19 | Édition supprimée à cause de la pandémie de Covid-19 | Édition supprimée à cause de la pandémie de Covid-19 | Édition supprimée à cause de la pandémie de Covid-19 | Édition supprimée à cause de la pandémie de Covid-19 | Édition supprimée à cause de la pandémie de Covid-19 | Édition supprimée à cause de la pandémie de Covid-19 |
| 73       | 19-04-2021 | Barcelona Open Banc Sabadell, Barcelone              | ATP 500                                              | 1 565 480 €                                          | Terre (ext.)                                         | Juan Sebastián Cabal Robert Farah                    | Kevin Krawietz Horia Tecău                           | 6-4, 6-2                                             | Tableau                                              |
| 74       | 18-04-2022 | Barcelona Open Banc Sabadell, Barcelone              | ATP 500                                              | 2 661 825 €                                          | Terre (ext.)                                         | Kevin Krawietz Andreas Mies                          | Wesley Koolhof Neal Skupski                          | 63-7, 7-65, [10-6]                                   | Tableau                                              |
| 75       | 17-04-2023 | Barcelona Open Banc Sabadell, Barcelone              | ATP 500                                              | 2 722 480 €                                          | Terre (ext.)                                         | Máximo González Andrés Molteni                       | Wesley Koolhof Neal Skupski                          | 6-3, 68-7, [10-4]                                    | Tableau                                              |
| 76       | 15-04-2024 | Barcelona Open Banc Sabadell, Barcelone              | ATP 500                                              | 2 782 960 €                                          | Terre (ext.)                                         | Máximo González Andrés Molteni                       | Hugo Nys Jan Zieliński                               | 4-6, 6-4, [11-9]                                     | Tableau                                              |
| 77       | 14-04-2025 | Barcelona Open Banc Sabadell, Barcelone              | ATP 500                                              | 2 889 200 €                                          | Terre (ext.)                                         | Sander Arends Luke Johnson                           | Joe Salisbury Neal Skupski                           | 6-3, 61-7, [10-6]                                    | Tableau                                              |

## Palmarès dames

### Simple
| No       | Date       | Nom et lieu du tournoi           | Catégorie | Dotation  | Surface      | Vainqueure          | Finaliste           | Score         |         |
| -------- | ---------- | -------------------------------- | --------- | --------- | ------------ | ------------------- | ------------------- | ------------- | ------- |
| 1        | 03-06-1963 | Count of Godo Cup, Barcelone     |           | NC        | Terre (ext.) | Margaret Smith      | Noelene Turner      | 6-0, 6-0      | Tableau |
| Ère Open |            |                                  |           |           |              |                     |                     |               |         |
| 2        | 11-06-2007 | Barcelona KIA, Barcelone         | Tier IV   | 145 000 $ | Terre (ext.) | Meghann Shaughnessy | Edina Gallovits     | 6-3, 6-2      | Tableau |
| 3        | 09-06-2008 | Torneo Barcelona KIA, Barcelone  | Tier IV   | 145 000 $ | Terre (ext.) | Maria Kirilenko     | María José Martínez | 6-0, 6-2      | Tableau |
| 4        | 13-04-2009 | Barcelona Ladies Open, Barcelone | Intern'l  | 220 000 $ | Terre (ext.) | Roberta Vinci       | Maria Kirilenko     | 6-0, 6-4      | Tableau |
| 5        | 12-04-2010 | Barcelona Ladies Open, Barcelone | Intern'l  | 220 000 $ | Terre (ext.) | Francesca Schiavone | Roberta Vinci       | 6-1, 6-1      | Tableau |
| 6        | 25-04-2011 | Barcelona Ladies Open, Barcelone | Intern'l  | 220 000 $ | Terre (ext.) | Roberta Vinci       | Lucie Hradecká      | 4-6, 6-2, 6-2 | Tableau |
| 7        | 09-04-2012 | Barcelona Ladies Open, Barcelone | Intern'l  | 220 000 $ | Terre (ext.) | Sara Errani         | Dominika Cibulková  | 6-2, 6-2      | Tableau |

### Double
| No       | Date       | Nom et lieu du tournoi          | Catégorie | Dotation  | Surface      | Vainqueures                                   | Finalistes                                 | Score              |         |
| -------- | ---------- | ------------------------------- | --------- | --------- | ------------ | --------------------------------------------- | ------------------------------------------ | ------------------ | ------- |
| 1        | 03-06-1963 | Count of Godo Cup Barcelone     |           | NC        | Terre (ext.) | Robyn Ebbern Margaret Smith                   | Carmen Coronado A. Estalella-Manso         | 6-1, 6-3           | Tableau |
| Ère Open |            |                                 |           |           |              |                                               |                                            |                    |         |
| 2        | 11-06-2007 | Barcelona KIA Barcelone         | Tier IV   | 145 000 $ | Terre (ext.) | Nuria Llagostera Vives Arantxa Parra Santonja | Lourdes Domínguez Lino Flavia Pennetta     | 7-63, 2-6, [12-10] | Tableau |
| 3        | 09-06-2008 | Torneo Barcelona KIA Barcelone  | Tier IV   | 145 000 $ | Terre (ext.) | Lourdes Domínguez Lino Arantxa Parra Santonja | Nuria Llagostera Vives María José Martínez | 4-6, 7-5, [10-4]   | Tableau |
| 4        | 13-04-2009 | Barcelona Ladies Open Barcelone | Intern'l  | 220 000 $ | Terre (ext.) | Nuria Llagostera Vives María José Martínez    | Sorana Cîrstea Andreja Klepač              | 3-6, 6-2, [10-8]   | Tableau |
| 5        | 12-04-2010 | Barcelona Ladies Open Barcelone | Intern'l  | 220 000 $ | Terre (ext.) | Sara Errani Roberta Vinci                     | Timea Bacsinszky Tathiana Garbin           | 6-1, 3-6, [10-2]   | Tableau |
| 6        | 25-04-2011 | Barcelona Ladies Open Barcelone | Intern'l  | 220 000 $ | Terre (ext.) | Iveta Benešová Barbora Z. Strýcová            | Natalie Grandin Vladimíra Uhlířová         | 5-7, 6-4, [11-9]   | Tableau |
| 7        | 09-04-2012 | Barcelona Ladies Open Barcelone | Intern'l  | 220 000 $ | Terre (ext.) | Sara Errani Roberta Vinci                     | Flavia Pennetta Francesca Schiavone        | 6-0, 6-2           | Tableau |